# Carlos Valdés
Carlos Enrique Valdés Parra (Cali, 22 maggio 1985) è un ex calciatore colombiano, di ruolo difensore.

## Carriera

### Club

#### Colombia
Ha iniziato la sua carriera nel 2005 con il Real Cartagena, giocando 33 partite di campionato. Dopo essersi messo in mostra nel Real Cartagena, si è trasferito nell'América de Cali in cui diventa il punto di riferimento della difesa, infatti ha giocato 97 partite e segnato 4 gol. Nel 2009 entra a far parte del Santa Fe e anche qui ha continuato ad essere uno dei migliori difensori.

#### Stati Uniti
Il 20 gennaio 2010, passa ufficialmente al Philadelphia Union nella Major League Soccer. Ha fatto il suo debutto per il club il 19 marzo 2011, nella prima partita della stagione 2011 vinta per 1-0 contro la Houston Dynamo.

### Nazionale
Dopo aver giocato nella nazionale colombiana under-20 nel 2005, è stato convocato nel 2008 nella nazionale senior dopo aver dato eccellenti prestazioni nell'América de Cali.